# 高井一 スイッチ・オン!
『高井一 スイッチ・オン!』（たかいはじめ スイッチ・オン）は、東海ラジオ放送で放送されていたバラエティ番組。2016年4月3日放送開始。

## 概要
東海テレビアナウンサーの高井一の軽妙なトークで一週間の時事問題や音楽を届ける。高井は平日夕方のニュース番組『ニュース One』でメインキャスターを務めるなど東海テレビの看板アナウンサーの1人であるが、東海テレビと東海ラジオは資本上の関係や本社を共有する立場とは別に相互不干渉の立場を貫いており、テレビ畑を歩んできた高井がラジオパーソナリティを務めたのは初めてである。放送開始当初は高井による単独進行であったが、2017年10月改編から成田香織（フリーアナウンサー）がアシスタントとして加わった。
高井がレギュラー出演する東海テレビ平日昼前の情報生番組『スイッチ!』との連動企画がこの番組の特徴のひとつである。
2018年4月改編で土曜へ放送枠が移動するとともに放送時間が15分延長された。
2022年3月末で終了。放送時間を土曜17:00 - 20:00に移し、『井田・三丘（工藤）の歌謡曲主義』の後枠にて『ONE STYLE』としてリニューアルされる。
当該時間帯の後番組は『Weekend Step』（7:00 - 10:00。Cocoro）。

## 放送時間
- 2018年4月8日 - ：毎週土曜日 8:00 - 9:00
- 2016年4月3日 - 2018年4月1日：毎週日曜日 7:00 - 7:45

## 出演
パーソナリティ
- 高井一（東海テレビアナウンサー・専門局長）

アシスタント
- 成田香織（フリーアナウンサー、2017年10月-）

## タイムテーブル
出典：
- はじめの!気になるコト - 1週間のニュースや高井の出来事からピックアップして、それについて語るコーナー。
- はじめの! 1曲!!! - 高井が聴いている音楽、気になる音楽を紹介するコーナー。
- 東海テレビ「スイッチ!」観てね! - 「スイッチ!」のコーナーである、「はじめまして」とのコラボコーナー。ロケの音声とともに、「はじめまして」の予告とクイズを放送する。
- どうも!はじめまして! - 不定期放送。ゲストを招いてトークするコーナー。
- はじめのぼやき - エンディングの最後を一言ぼやきでしめる。

### 内包番組
- 丹羽健のモーニングジャーニー：2018年4月より「きくち教児の楽気!DAY」の放送枠移動に伴い本番組に内包。